# Elena Jacinto Vélez
Elena Jacinto Vélez (10 d'abril de 1985) és una jugadora de tenis, nascuda a Barcelona, que ha assolit, com a millor posició, el 24è lloc mundial en tenis paralímpic. Va competir en els 2012 Summer Paralympics. Entrena amb Lola Ochoa Ribes, de qui és amiga.

## Accident

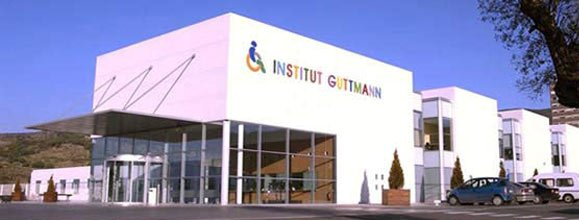
Institut Guttmann, on es va rehabilitar.

Elena Jacinto va néixer a Barcelona l'any 1985.
Als volts de l'any 2002 Jacinto va cometre un intent de suïcidi saltant a un metro a Barcelona. Va sobreviure l'intent però va quedar un paraplègic. Seguint l'accident, es va sotmetre a tractament per malaltia mental. Part de la seva rehabilitació física va ser a l'Institut Guttmann. L'any 2012 va treballar a l'Asseguradora DKV.

## Tennis en cadira de rodes
Jacinto va prendre l'esport com a part de la teràpia de salut mental després del seu intent de suïcidi, provant un nonbre d'esports diferents abans de triar el tenis en cadira de rodes. Va provar diversos esports i va decidir pel tenis en cadira de rodes dos mesos després d'esdevenir paraplègica. Li agrada aquest esport perquè no requereix una altra persona en cadira de rodes per jugar. Aquest és un requisit d'alguns altres esports amb discapacitat. Va començar a competir en el tenis en cadira de rodes al voltant 2007. La capacitació per jugar tenis en cadira de rodes va tenir al voltant de 4.500 € de cost. Part de la seva la rutina d'escalfament implica fer voltes a la pista de tenis en la seva cadira.
A la Copa del Món de Tenis en Cadira de Rodes per equips de l'any 2007, en el seu primer partit de la competició, Jacinto va perdre davant de Margrit Fink per 6 a 2, i 6 a 3. L'any 2011 va competir en tornejos a Tel-Aviv (Israel), Amphiom (França) i Miranda de Ebro a Burgos (Espanya). L'agost de l'any 2011 va participar en un torneig internacional a Bèlgica. Competint en l'esdeveniment de dobles amb Lola Ochoa Ribes, Jacinto va aconseguir la seva primera victòria de la temporada i la seva primera victòria des de guanyar al Torneig de Casablanca al Marroc, l'any 2009. Després d'aquest torneig, es va classificar en la 24a posició del món, el seu més alt nivell. L'any 2011, al torneig Andalucía Tennis Experience, part del circuit de WTA, va incloure un esdeveniment coincident de dones jugadores en cadira de rodes. Jacinto era una de les 32 jugadores de tenis amb 8 paricipants espanyoles.
L'any 2012, David Sanz, entrenador de l'equip nacional espanyol, va dedicar-se a Jacinto juntament amb Ochoa. Competint junt amb Ochoa van guanyar el partit de dobles del Tenis en Cadira de Rodes 'Open' Fundació Emilio Sánchez Vicario després de batre la parella de María Antonieta Ortiz i Emmy Kayser dels Estats Units d'Amèrica en sets de 6 a 3, 3 a 6 i 7 a 6. En joc d'individuals, Jacinto va perdre en la seva ronda d'obertura contra la italiana Marianna Lauro per 6 a 3 i 6 a 3. L'any 2012, al Torneig Ciutat de Rivas Open Tenis en Cadira de Rodes, va perdre davant Maria Torres per 6 a 2 i 6 a 0 en la final. Va ser el primer cop que aquest torneig era obert a dones. A agost de l'any 2012, va aconseguir la posició 27 en la classificació mundial. Va competir per primera vegada als 2012 Summer Paralympics. Un dels seus partits va ser contra la xilena Francisca Mardones.
L'any 2013 Jacinto va competir als campionats mundials fets a Turquia en individuals i en dobles. En individuals va perdre davant Mardones. En dobles, competint junt amb Ochoa contra la parella xilena de Macarena Cabrillana i Mardones, guanyant per sets de 2 a 6, 7 a 5, i 11 a 9.